# Élections européennes de 2009 en Autriche
Les élections européennes se sont déroulées le dimanche 7 juin 2009 en Autriche pour désigner les 17 députés européens au Parlement européen, pour la législature 2009-2014.

## Listes en présence
- Parti social-démocrate d'Autriche (SPÖ) (PSE), tête de liste Hannes Swoboda.
- Parti populaire autrichien (ÖVP) (PPE), tête de liste Ernst Strasser.
- Parti de la liberté d'Autriche (FPÖ) (non-affilié), tête de liste Andreas Mölzer.
- Les Verts - L'Alternative verte (Verts Européens), tête de liste Ulrike Lunacek.
- Alliance pour l'avenir de l'Autriche (BZÖ) (non-affilié), tête de liste Ewald Stadler.
- Liste Hans-Peter Martin (non-affilié), tête de liste Hans-Peter Martin.
- Parti communiste d'Autriche (KPÖ) (PGE), tête de liste Günther Hopfgartner.
- Jeunes Libéraux JuLis (ELDR), tête de liste Hannes Müllner.

## Évolution de la campagne et des intentions de vote
Les sondages semblent d'abord placer les sociaux-démocrates du SPÖ en tête avec un léger repli, suivi des conservateurs de l'ÖVP, eux aussi en retrait. Les nationalistes du FPÖ passeraient de 7 à près de 20 % des voix, les Verts stagnant autour de 10 % et le deuxième parti nationaliste, le BZÖ, obtenant probablement un siège.
En avril, l'ÖVP a annoncé la nomination comme tête de liste de l'ex-ministre de l'Intérieur Ernst Strasser, considéré comme un représentant de l'aile la plus conservatrice du parti, préféré au trésorier du PPE Othmar Karas, tête de liste en 1996 et en 1999. Dans le même temps, les Verts nomment comme tête de liste Ulrike Lunacek, considérée comme plus à gauche et plus critique que son prédécesseur et rival malheureux Johannes Voggenhuber, qui critique ouvertement la pertinence de ce choix. Enfin, l'activiste anti-corruption Hans-Peter Martin (14 % en 2004) annonce sa candidature, sans l'étiquette de Libertas, qui doit renoncer à présenter une liste. Les premiers sondages accordent à Martin d'assez fortes chances de réélection.
| Institut            | Date       | SPÖ     | ÖVP     | HPM   | GRÜNE  | FPÖ     | BZÖ   | Autres |
| ------------------- | ---------- | ------- | ------- | ----- | ------ | ------- | ----- | ------ |
| Market-Der Standard | 22/05/2009 | 25 %    | 27 %    | 17 %  | 10 %   | 14 %    | 3 %   | -      |
| Market/ORF-Eco      | 08/05/2009 | 29 %    | 27 %    | 13 %  | 8 %    | 16 %    | 5 %   | 2 %    |
| Gallup/Österreich   | 08/05/2009 | 31 %    | 30 %    | 8 %   | 9 %    | 17 %    | 5 %   | –      |
| OGM/News            | 06/05/2009 | 32 %    | 29 %    | 9 %   | 10 %   | 15 %    | 5 %   | -      |
| Karmasin/Profil     | 02/05/2009 | 30 %    | 30 %    | 9 %   | 9 %    | 17 %    | 5 %   | –      |
| OGM/News            | 15/04/2009 | 30 %    | 32 %    | 6 %   | 9 %    | 17 %    | 5 %   | 1 %    |
| Burson Marsteller   | 07/04/2009 | 31,9 %  | 28,9 %  | k.A.  | 10 %   | 19,9 %  | 9,2 % | –      |
| Gallup/Österreich   | 04/04/2009 | 31–33 % | 30–32 % | 6–8 % | 8–10 % | 15–17 % | 3–5 % | –      |
| Peter Hayek/ATV     | 01/04/2009 | 31 %    | 33 %    | 10 %  | 9 %    | 10 %    | 4 %   | 3 %    |
| Manova/Presse       | 01/04/2009 | 33 %    | 30 %    | 3 %   | 13 %   | 13 %    | 6 %   | 2 %    |
| Gallup/Österreich   | 27/03/2009 | 30–32 % | 29–31 % | 7–9 % | 9–11 % | 15–17 % | 4–6 % | –      |
| Market/Standard     | 25/03/2009 | 30 %    | 29 %    | 8 %   | 9 %    | 15 %    | 6 %   | 3 %    |
| Gallup/Österreich   | 13/03/2009 | 30–32 % | 29–31 % | 7–9 % | 9–11 % | 15–17 % | 4–6 % | –      |

## Résultats
Résultats officiels des élections du 7 juin 2009

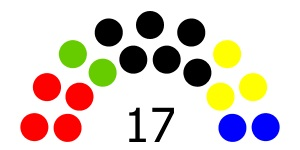
Élections européennes en Autriche 2009

| Parti ou coalition       | Parti ou coalition                         | Voix      | %     | +/-  | Sièges | +/-           | Groupe    |
| ------------------------ | ------------------------------------------ | --------- | ----- | ---- | ------ | ------------- | --------- |
|                          | Parti populaire autrichien (ÖVP)           | 858 921   | 29,98 | 2,72 | 6      | en stagnation | PPE       |
|                          | Parti social-démocrate d'Autriche (SPÖ)    | 680 041   | 23,74 | 9,59 | 4      | 3             | S&D       |
|                          | Liste Hans-Peter Martin (HPM)              | 506 092   | 17,67 | 3,69 | 3      | 1             | NI        |
|                          | Parti de la liberté d'Autriche (FPÖ)       | 364 207   | 12,71 | 6,4  | 2      | 1             | NI        |
|                          | Les Verts - L'Alternative verte (Grünen)   | 284 505   | 9,93  | 2,96 | 2      | en stagnation | Verts/ALE |
|                          | Alliance pour l'avenir de l'Autriche (BZÖ) | 131 261   | 4,58  | Nv.  | 0      | Nv.           |           |
|                          | Jeunes Libéraux d'Autriche (JuLis)         | 20 668    | 0,72  | Nv.  | 0      | Nv.           |           |
|                          | Parti communiste d'Autriche (KPÖ)          | 18 926    | 0,66  | 0,12 | 0      | en stagnation |           |
|                          |                                            |           |       |      |        |               |           |
| Votes valides            | Votes valides                              | 2 864 621 | 97,93 |      |        |               |           |
| Votes blancs et nuls     | Votes blancs et nuls                       | 60 511    | 2,07  |      |        |               |           |
| Total                    | Total                                      | 2 925 132 | 100   | -    | 17     | 1             | -         |
| Abstentions              | Abstentions                                | 3 437 629 | 54,03 |      |        |               |           |
| Inscrits / Participation | Inscrits / Participation                   | 6 362 761 | 45,97 |      |        |               |           |